# Paulo Retre
Paulo Retre, né le 4 mars 1993 à Melbourne en Australie, est un footballeur australien. Il évolue au poste de milieu relayeur avec le Wellington Phoenix.

## Biographie
Retre joue pour les jeunes du Melbourne Victory, avant de passer à son rival, le Melbourne Heart. Le 19 décembre 2015, Retre inscrit son premier but professionnel contre le Melbourne Victory. Son équipe s'impose un but à zéro lors du derby de Melbourne (en). Le 16 juin 2017, Retre est libéré par Melbourne City.
Le 22 juin 2017, Retre signe pour deux ans avec le Sydney FC, champion d'Australie.